# 蒋村街道 (杭州市)
蒋村街道，中国浙江省杭州市西湖区所辖街道，南临留下街道。总面积14.8平方千米，总人口2万人。西溪湿地位于境内。原为蒋村乡，2007年，改为街道。

## 辖区
蒋村街道现辖：
蝶园社区、诚园社区、竞渡社区、仕林社区、蒋村花园社区、西溪社区、府苑社区和西溪里社区。